# Lana Finn Marti
Lana Finn Marti (* 20. Oktober 2002), auch Lana Marti, ist eine deutsch-schweizerische Synchronsprecherin und Sängerin.

## Leben
Lana Finn Marti wirkte bereits mit 11 Jahren in der Theaterproduktion Peter Pan von Robert Wilson am Berliner Ensemble in der Rolle der jungen Wendy mit.
Seit 2013 ist Marti außerdem als Synchronsprecherin und -sängerin tätig.
„Mascha“ aus der russischen Kinderserie Mascha und der Bär lieh sie sowohl ihre deutsche als auch ihre schweizerdeutsche Stimme. Überdies ist Marti als „Vivian“ (Hadley Robinson) im Netflix-Film Moxie. Zeit, zurückzuschlagen, als „Meilin Lee“ (Rosalie Chiang) im Pixar-Disney-Film Rot und in Projekten wie After Love, The Witcher und Cruella zu hören.
Sie ist die Tochter des Schauspielers Beat Marti und der Schauspielerin und Sängerin Frederike Haas.

## Synchronrollen (Auswahl)

### Sprache
- 2010: Hina Arai (als Megu (jung)) in Rainbow: Die Sieben von Zelle Sechs
- 2014: Lola Lasseron (als Lou) in Lou! – Klitzegeheimes Tagebuch
- 2017: Ilona Bachelier (als Mélissa) in Opi, das Walross
- 2019–2020: Anna Cooke (als Maudie Miller) in Die Kinderdetektei
- 2020: Brooklyn Letexier-Hart (als Madison Chartrand) in Burden of Truth
- 2021: unbekannt (als Red) in Blaze und die Monstermaschinen
- 2021: Samantha Fries (als Tessa (jung)) in After Love
- 2021: Hadley Robinson (als Vivian) in Moxie. Zeit, zurückzuschlagen
- 2021: Florisa Kamara (als Anita (jung)) in Cruella
- 2021: Alina Kukuschkina (als Mascha) in Mascha und der Bär
- 2021: Chloe Guidry (als Quinn) in Das Geheimnis von Sulphur Springs
- 2021: Amira Macey-Michael (als Dink) in Rote Robin
- 2021–2025: Alexa Swinton (als Rose Goldenblatt) in And Just Like That...
- 2022: Rosalie Chiang (als Meilin Lee) in Rot
- 2022: Lee Yo-mi (als Lee Na-yeon) in All of Us Are Dead
- seit 2022: Atsumi Tanezaki (als Anya Forger) in Spy × Family
- seit 2022: Elle Graper (als Victoria Palmer) in Navy CIS
- 2022: Julia Butters (als Claire Fitzroy) in The Gray Man
- 2022: Nathalie Issa (als Yusra Mardini) in Die Schwimmerinnen
- 2022: Raffey Cassidy (als Denise Gladney) in Weißes Rauschen
- 2023: Atsumi Tanezaki (als Anya Forger) in Spy × Family Code: White
- 2023: H.E.R. (als Mary 'Squeak' Agnes) in Die Farbe Lila
- 2023: Ariana Greenblatt (als Sasha) in Barbie
- 2023: Sophia Lillis (als Shelly) in Asteroid City
- seit 2023: Diamond White (als Lunella / Moon Girl) in Moon Girl und Devil Dinosaur
- 2024: Hannah Love Lanier (als Charlie) in Road House
- 2024: Joey King (als Poppy Prescott) in Ich – Einfach unverbesserlich 4

### Gesang
- 2014–2018: Tasha Lawrence (als Sarah) in Sarah & Duck
- 2019: Chloe Bouterse (als Chanel) in Ninja Nanny
- 2019–2020: Anna Cooke (als Maudie Miller) in Die Kinderdetektei
- 2021: als Red in Blaze und die Monstermaschinen
- 2021: Alina Kukuschkina (als Mascha) in Mascha und der Bär
- 2021: Chloe Guidry (als Quinn) in Das Geheimnis von Sulphur Springs
- 2021: Amira Macey-Michael (als Dink) in Rote Robin
- 2022: Rosalie Chiang (als Meilin Lee) in Rot